# Phragmanthera luteovittata
Phragmanthera luteovittata là một loài thực vật có hoa trong họ Loranthaceae. Loài này được (Engl. & K. Krause) Polhill & Wiens miêu tả khoa học đầu tiên năm 1992.